# Joaquín García-Morato
Joaquín García-Morato y Castaño (ur. 4 maja 1904 w Melilli, zm. 4 kwietnia 1939 w Griñon koło Madrytu) – hiszpański pilot, as myśliwski walczący podczas wojny domowej po stronie nacjonalistów, zdobywca największej liczby zwycięstw powietrznych wśród asów – uczestników tej wojny.

## Pierwsze lata
W 1923 został powołany do wojska. Ukończył Akademię Wojskową w toledańskim Alkazarze. Początkowo służył w piechocie. W kwietniu 1925 wstąpił do cywilnej szkoły pilotażu, gdzie 6 sierpnia tego roku otrzymał licencję pilota. Następnie ukończył kurs pilotażu wojskowego na samolocie Avro 504, po ukończeniu którego został skierowany lotniczej jednostki rozpoznawczo-bombowej, wyposażonej w samoloty DH 9A.

## Kampania marokańska
Kiedy jego oddział został skierowany do Maroka Hiszpańskiego, Morato wziął udział w końcowej fazie walk przeciwko powstańcom rifeńskim. W Maroku wykonał 57 misji bojowych i wylatał ponad 100 godzin. Został też dwa razy strącony przez ogień z ziemi, ale wyszedł z opresji bez szwanku.

## Lata pokoju
Następnie stacjonował w bazie wodnosamolotów w Mar Chica. Wykonując bardzo ryzykowną ewolucję, stracił panowanie nad samolotem i spadł do morza, doznając wielu obrażeń. Efektem tego był roczny pobyt w szpitalu w Carabanchel. Po wyjściu ze szpitala został przeniesiony do jednostki rozpoznawczej w Getafe. W 1927 został instruktorem taktyki walki powietrznej w szkole lotniczej. Był bardzo wszechstronnym lotnikiem – obok licencji pilota zdobył również kwalifikacje obserwatora oraz mechanika lotniczego. Nauczył się także pilotować samoloty wielosilnikowe, myśliwce i wodnosamoloty. Jako pilot akrobatyczny brał udział w wielu zawodach akrobacji lotniczej. Był też instruktorem latania bez widoczności ziemi w aeroklubie madryckim. W 1934 brał udział w zwalczaniu powstańców w Asturii, a w 1935 zorganizował sekcję lotniczą przy Generalnej Dyrekcji Bezpieczeństwa.

## Wojna domowa w Hiszpanii

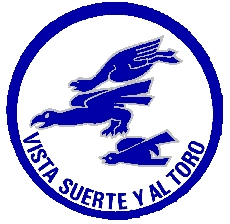
Symbol Patrulla Azul, a później innych jednostek myśliwskich nacjonalistycznych sił powietrznych

W momencie wybuchu hiszpańskiej wojny domowej miał wylatane 1860 godzin w powietrzu i przebywał na wakacjach w Anglii, jednak na wieść o powstaniu nacjonalistów wrócił przez Francję do Burgos. Swój udział w wojnie zapoczątkował obroną powietrzną Kordoby w pierwszych dniach sierpnia 1936. 12 sierpnia zanotował swoje pierwsze zwycięstwo powietrzne. W Kordobie też zorganizował (w grudniu 1936) i dowodził zaczątkiem pierwszej nowoczesnej jednostki myśliwców w służbie nacjonalistów nazwanym Patrulla Azul (Błękitny Patrol), składającym się z 3 samolotów. Następnie brał udział w ofensywie nad Jaramą. Za osiągnięcia bojowe do 18 lutego 1937 (do tego dnia miał na koncie 150 lotów bojowych, stoczył 46 walk i odniósł 18 zwycięstw powietrznych) w dniu 17 maja 1937 został odznaczony najwyższym hiszpańskim odznaczeniem wojskowym, Orderem Świętego Ferdynanda, a jego imię stało się sławne. Następnie walczył nad Madrytem i nad Ebro. 19 stycznia 1939 odniósł swoje ostatnie, czterdzieste zwycięstwo. Pod koniec wojny został mianowany dowódcą operacyjnym nacjonalistycznych sił powietrznych. Podczas wojny latał głównie na myśliwcu Fiat CR 32, a także na Nieuport Ni 52, Heinkel He 51s i wielu innych, w sumie na ponad 30 typach samolotów.

## Śmierć
García-Morato zginął już po zakończeniu wojny 4 kwietnia 1939 na lotnisku Griñon koło Madrytu podczas wykonywania akrobacji lotniczej, wykonywanej na swoim Fiacie CR 32. Była to symulacja walki powietrznej dla potrzeb kręconego przez Legion Condor filmu, przedstawiającego typowe sceny walki powietrznej.

## Podsumowanie
Podczas hiszpańskiej wojny domowej García-Morato przebywał w powietrzu w sumie 1012 godzin, miał na koncie 511 lotów bojowych, w tym 122 polegających na atakowaniu celów naziemnych, i brał udział w 144 walkach powietrznych, podczas których zestrzelił 40 samolotów wroga na pewno i 12 prawdopodobnie oraz uszkodził 3 dalsze samodzielnie i 1 zespołowo.
W 1950 został mu pośmiertnie przyznany tytuł księcia Jaramy.